# Sundby socken
Sundby socken i Södermanland ingick i Österrekarne härad och är sedan 1971 en del av Eskilstuna kommun, från 2016 inom Kafjärdens distrikt.
Socknens areal är 15,61 kvadratkilometer, varav 15,59 land. År 1952 fanns här 277 invånare. Tätorten Sundbyholm med Sundbyholms slott samt den strax sydost därom liggande sockenkyrkan Sundby kyrka ligger i socknen.  

## Administrativ historik
Sundby socken har medeltida ursprung. 
Vid kommunreformen 1862 övergick socknens ansvar för de kyrkliga frågorna till Sundby församling och för de borgerliga frågorna till Sundby landskommun. Landskommunen inkorporerades 1952 i Kafjärdens landskommun  som 1971 uppgick i Eskilstuna kommun. Församlingen uppgick 1995 i Kafjärdens församling.
1 januari 2016 inrättades distriktet Kafjärden, med samma omfattning som Kafjärdens församling fick 1995, och vari detta sockenområde ingår.
Socknen har tillhört län, fögderier, tingslag och domsagor enligt vad som beskrivs i artikeln Österrekarne härad.  De indelta soldaterna tillhörde Södermanlands regemente, Öster Rekarne kompani.

## Geografi

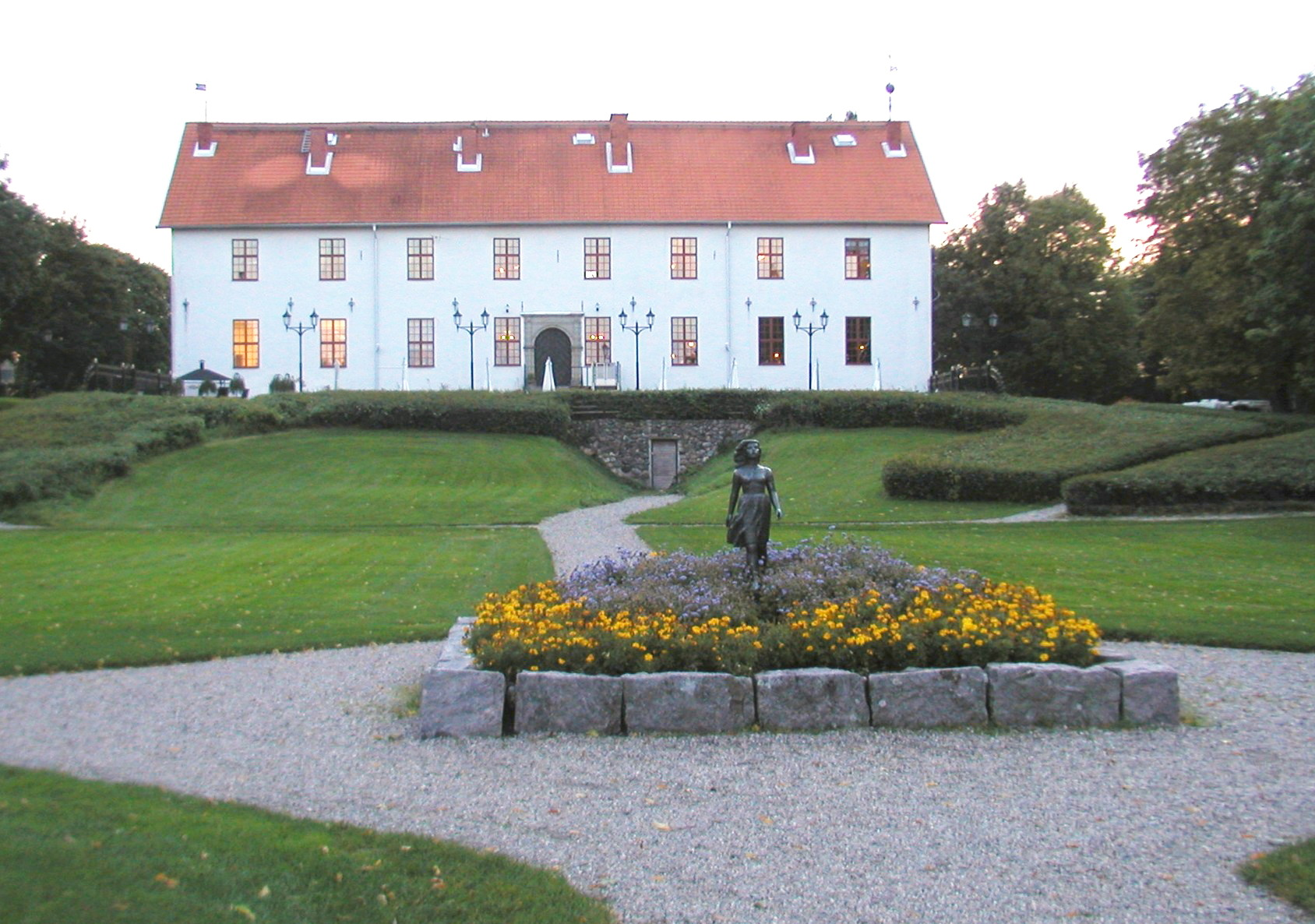
Sundbyholms slott.

Sundby socken ligger nordost om Eskilstuna söder om Mälaren och omfattar även några öar där. Socknen är uppodlad slättbygd med småkuperad skogsbygd i norr.
I socknen har funnits en av Sveriges äldsta folkskolor skapad av Carl Carlsson Gyllenhielm. I socknen finns en by vid namn Ostra kommer av gammalt namn Olustra där fanns 2 kungsgårdar Ostra norra och södra kungsgård vilka senare såldes i början på 1700-talet. Byn är den största i socknen med tiotalet gårdar.

## Fornlämningar
Från järnåldern finns ett tiotal gravfält med stensättningar, resta stenar och domarringar. En fornborg och femrunristningar har påträffats.

## Namnet
Namnet (1304 Sundby) kommer från kyrkbyn innehåller efterleden by, 'by; gård'. Förleden sund har sitt upphov i ett sådant som under järnåldern sträckte sig mellan Sundby by och Åsby.